# 岩谷直幸
岩谷 直幸（いわたに なおゆき、1977年1月17日 - ）は、日本の経営コンサルタント。マッキンゼー・アンド・カンパニー日本支社長・日本代表。HENNGE共同創業メンバー。

## 人物・来歴
島根県大田市出身。一橋大学在学中、携帯電話販売のアルバイトに従事。その後、学内のインターネット掲示板で知り合った小椋一宏らと、ホライズン・デジタル・エンタープライズ（のちのHENNGE）の創業に参画。冷静な分析的態度等から「マッキンゼー岩谷」と渾名された。
大学に募集の張り紙があったマッキンゼー・アンド・カンパニーのインターンシップに参加し、1999年に一橋大学経済学部卒業後は、そのままマッキンゼー・アンド・カンパニー日本支社に入社した。2006年カーネギーメロン大学テッパー・スクール・オブ・ビジネス修士課程修了、MBA（経営学修士）。
アジアの消費財・小売企業の戦略立案などに携わり、2016年からマッキンゼー・アンド・カンパニー シニアパートナー。2021年日本人としては平野正雄以来15年ぶりとなるマッキンゼー・アンド・カンパニー日本支社長・日本代表に就任した。同年国際文化会館会員。

## 著書
- 『日本の未来について話そう : 日本再生への提言』（マッキンゼー・アンド・カンパニー 責任編集, 共著）小学館 2011年